# 温室 (詩集)
『温室』（おんしつ、フランス語：Serres chaudes）は、ベルギー象徴主義の詩人・戯曲家モーリス・メーテルリンクの処女詩集。1889年に、レオン・ヴァニエ社（パリ）から、155部限定で初版が出版された。26篇の韻文詩と7篇の自由詩、計33篇の詩作品が収録されている。

## 概要
1889年にレオン・ヴァニエ社（パリ）から処女詩集『温室（Serres chaudes）』を出版して以来、1896年にストック社（パリ）から『十二篇の歌（Douze chansons）』を発表し、そこに新たに三篇の詩が付け加えられると、1912年にポール・ラコンブレ社（ブリュッセル）から『温室；十五篇の歌（Serres chaudes ; suivies de Quinze chansons）』として発表された。他には単著として詩集を発表しなかったが、詩を書き続け、彼の死後1955年には、リブレリー・レ・レットル社（パリ）から、未発表の詩を幾つか追加で収録した『温室；全詩集（Serres chaudes ; Chansons complètes）』 が出版された。
初版を発表した翌年1890年に、彼の名を広く知らしめることになったオクターヴ・ミルボーの書いた新聞記事「モーリス・メーテルリンク」« Maurice Maeterlinck »では、「今はまだ原石の状態にある」と詩人としての未熟さを指摘しつつも、『温室』に収められている詩には「エドガー・ポーの詩にも見られる、同じ位に類稀なる荘厳な何か」があるとして高く評価している。

## 収録されている詩
ここでは、2018年にデザインエッグ社から対訳形式で出版されたタイトルを参照している。
1. 温室 « Serre chaude »
2. 祈祷 « Oraison »
3. 倦怠の室 « Serre d’ennui »
4. 誘惑 « Tentation »
5. ガラスの鐘 « Cloches de verre »
6. 謎の捧物 « Offrande obscure »
7. 心の葉叢 « Feuillage du cœur »
8. 火照った魂 « Âme chaude »
9. 魂 « Âme »
10. 疲弊 « Lassitude »
11. 疲れた狩猟 « Chasses lasses »
12. 疲弊した猛獣達 « Fauves las »
13. お祈り « Oraison »
14. 虚ろな時 « Heures ternes »
15. 倦怠 « Ennui »
16. 施療院 « Hôpital »
17. 夜のお祈り « Oraison nocturne »
18. 冬の欲望 « Désir d’hiver »
19. 倦怠の輪舞曲 « Ronde d’ennui »
20. アーメン « Amen »
21. 釣鐘型潜水器 « Cloche à plongeur »
22. アクアリウム « Aquarium »
23. 焦熱のガラスレンズ « Verre ardent »
24. 反映 « Reflets »
25. 幻影 « Visions »
26. 祈祷 « Oraison »
27. 眼差し « Regards »
28. 待ちぼうけ « Attente »
29. 午後 « Apès-midi »
30. 温室の魂 « Âme de serre »
31. 心づもり « Intentions »
32. 触れ心地 « Attouchements »
33. 真夜中の魂 « Âme de nuit »

## 日本語訳
- 『対訳 温室 - 他全詩集』城牙咲くらは訳 （デザインエッグ社 2018年） ISBN 9784815003586
- 『メーテルランク詩集；温室』杉本秀太郎訳 （雪華社 1985年） ISBN 4792802148
- 『マーテルリンク全集 第７巻』鷲尾浩訳 （冬夏社 1922年）→「詩集」という章に、『温室』の詩が（超訳的な改題や順番の変更が見られるものの）収められている。

## 派生作品

### 音楽
- 1893年から1896年にかけて、ロマン派の作曲家エルネスト・ショーソンが、全5曲からなる『温室（フランス語版） 』（Op.24）を作曲しており、「1.温室」« Serre chaude »、「3.倦怠の室」« Serre d’ennui »、「10.疲弊」« Lassitude »、「12.疲弊した猛獣達」« Fauves las »、「26.祈祷」« Oraison »の5篇をピアノ伴奏の独唱曲にしている。
- 1911年、アルノルト・シェーンベルクが「7.心の葉叢」« Feuillage du cœur »に、ドイツ語のタイトル« Herzgewächse »を付けた楽曲を作曲している。この曲は高音ソプラノ、チェレスタ、ハルモニウム、ハープのための声楽曲（Op.20）であり、その楽譜が、綜合的な芸術年刊誌『青騎士（der Blaue Reiter）』に寄稿された。

### 美術
- ジョルジュ・ミンヌ
- レオン・スピリアールト